# Redwood (bois)
Pour les articles homonymes, voir Redwood.

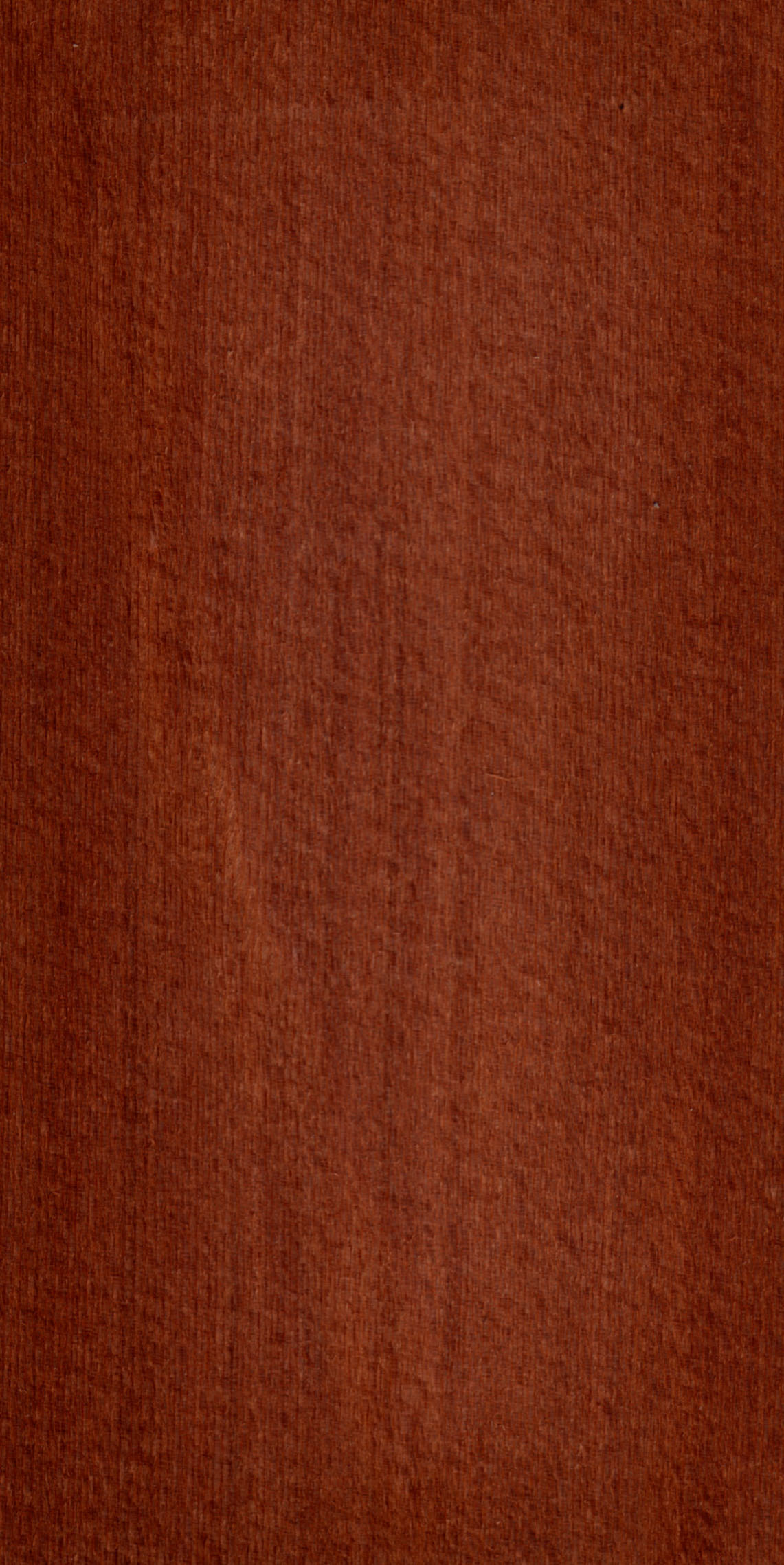
Bois de Sequoia sempervirens, couleur sang-de-bœuf, redwood.

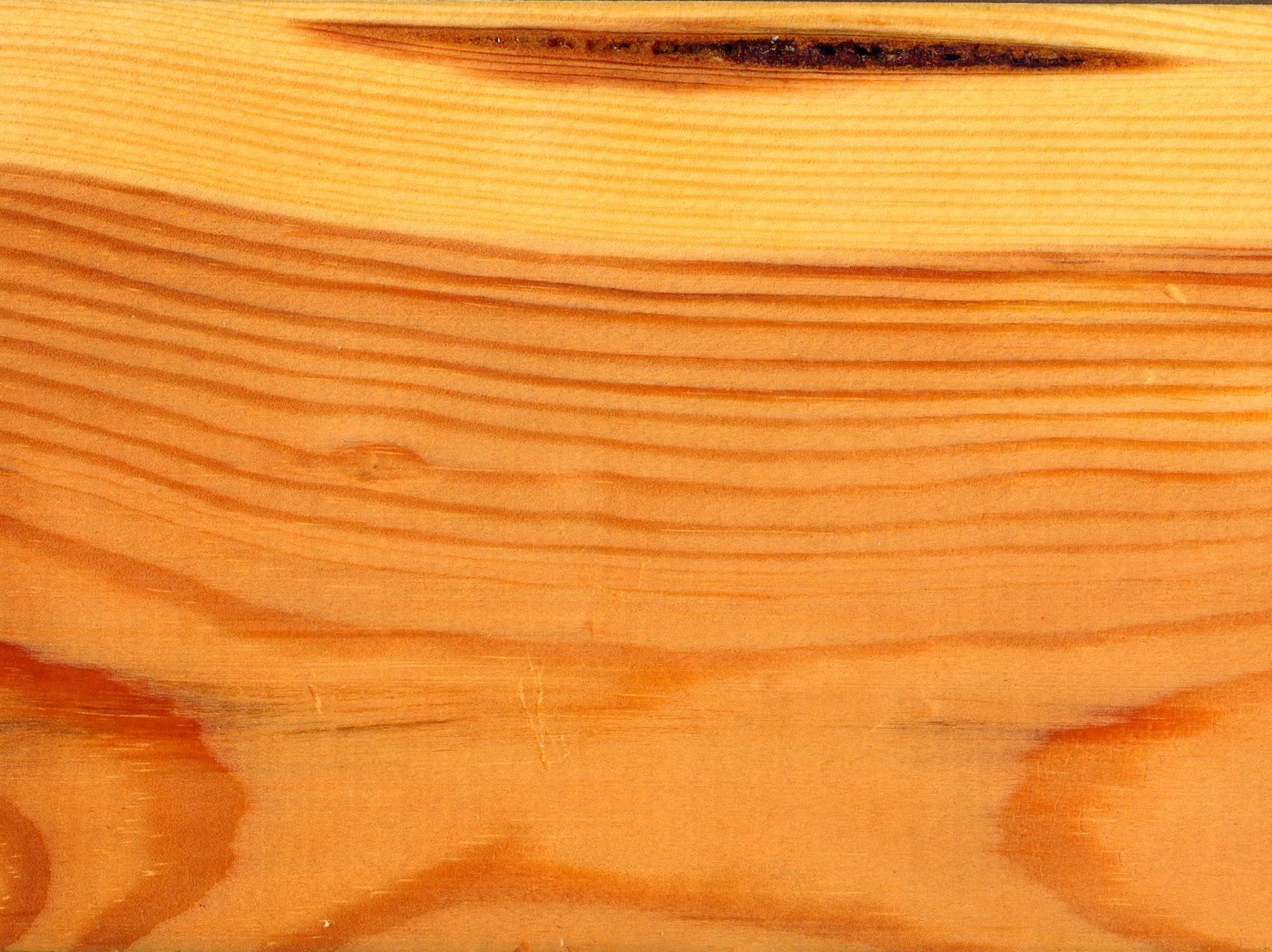
Le bois de Pinus sylvestris est aussi commercialement appelé « en » (european redwood) en anglais.

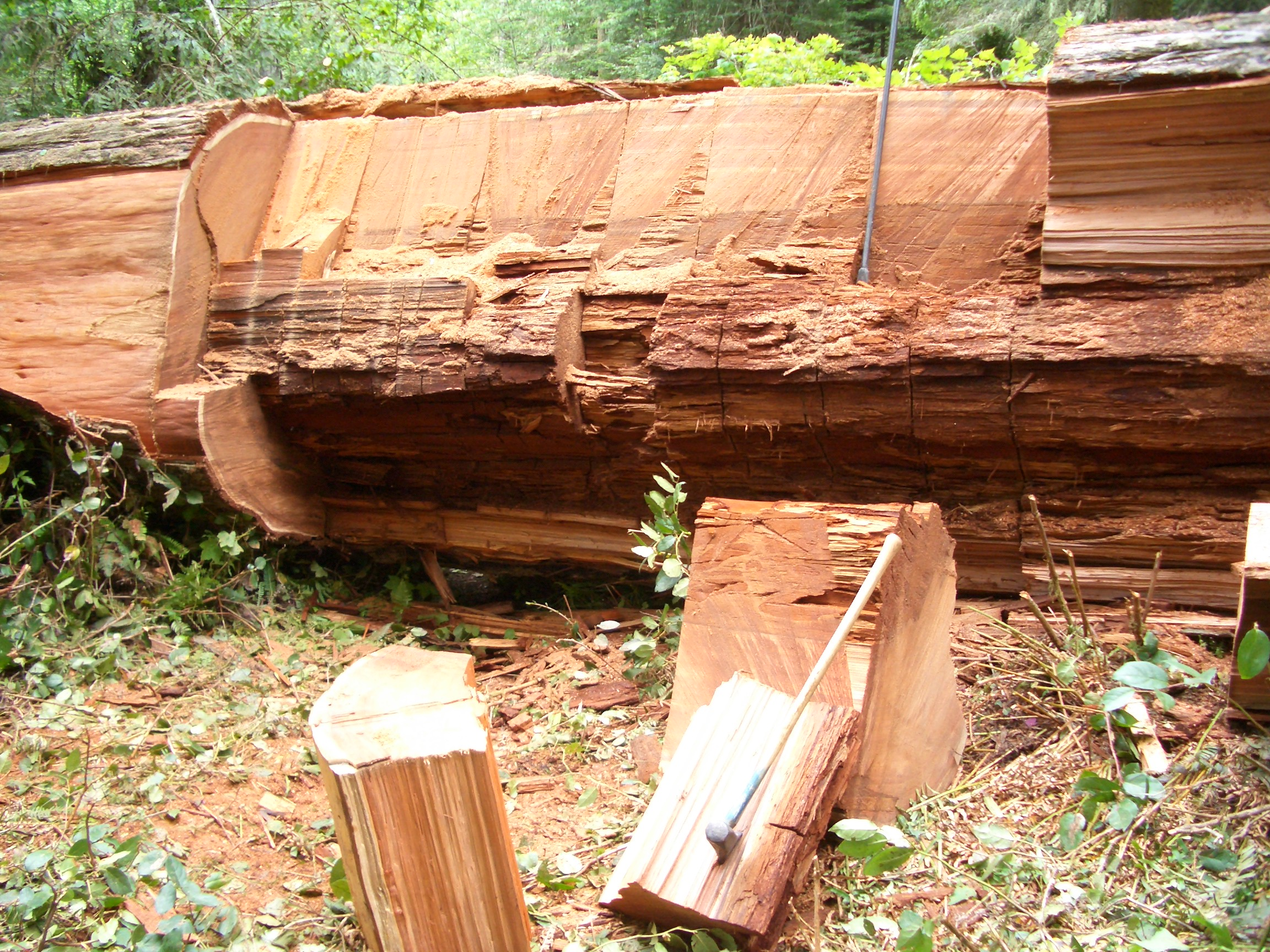
Sequoia sempervirens.

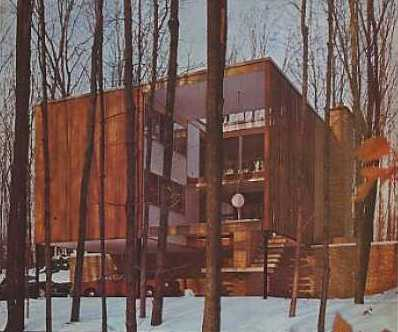
Tividar Balogh House 1965.

Le terme anglais de sylviculture redwood (que l'on peut traduire littéralement par bois rouge) fait généralement référence au séquoia – Sequoia wellingtonia ou giganteum (giant redwood, Sierra redwood, Sierran redwood), Sequoia sempervirens (coast redwood, coastal redwood, California redwood) – conifère géant de Californie, remarquable par sa taille et par sa longévité, appartenant à la famille des Taxodiaceae; il peut atteindre une hauteur de 110 m et vivre près de 2000 ans; il est donc appelé « redwood » en anglais mais aussi « sequoia ». Son nom en anglais lui vient de sa couleur d'un brun rougeâtre, dont les tons de rouge sont légèrement plus accentués que le sang-de-bœuf.
Redwood est aussi en anglais un terme commercial établi pour le bois de deux essences de conifères, à savoir Pinus sylvestris (red deal, Baltic redwood, lorsqu’il est importé en Grande-Bretagne depuis l’Europe du Nord) et Sequoia sempervirens (Californian redwoods). Le terme se traduit en québécois par « sapin rouge ». Pour la dénomination commerciale de Pinus sylvestris on trouvera souvent la dénomination commerciale anglaise, « european redwood » suivie de la provenance du bois. En France, les bois importés des forêts du Nord (soit de la forêt boréale et d'Europe du Nord), aussi bien sapin blanc que sapin rouge sont encore appelés bois du Nord.
Aux États-Unis, de nombreux toponyme tirent leur nom du séquoia tels le Parc national de Redwood, ou le Parc d'État de Humboldt Redwoods, etc.

## Plantes prenant en anglais le nom deredwood
Les plantes qui suivent prennent à un moment ou à un autre le nom de « redwood » en anglais
Feuillu
- Famille des Fabaceae (légumineuses);
  - Paubrasilia echinata, « South American redwood »: Pernambouc;
  - Biancaea sappan, « East Indian redwood ».
- Famille des Rosaceae (rose)
  - Hagenia abyssinica, « East African redwood »
- Famille des Sterculiaceae
  - Trochetiopsis erythroxylon (en), « St Helena Redwood »
- Colubrina ferruginosa, « Redwood of the Bahamas »
- Pterocarpus dalbergioides (en), ou Andaman wood
- Pterocarpus santalinus, un bois de ton rouge en Inde

Conifères
- Famille des Cupressaceae, cyprès
  - Metasequoia glyptostroboides, « dawn redwood »
  - Sequoia sempervirens, « coast redwood »
    - Albino redwood (en)

  - Sequoiadendron giganteum, séquoia géant
- Famille des Pinaceae (pins)
  - Le bois du pin écossais (Scots pine, Pinus sylvestris), est quelquefois appelé "redwood" ou "deal" sur le marché du bois.

Eucalyptus
- Famille des Myrtaceae
  - Eucalyptus transcontinentalis (en), « Redwood »